# Шатковський Петро Миколайович
Петро́ Микол́айович Шатко́вський (нар. 12 липня 1955, с. Кам'янка, Дзержинський район, Житомирська область) — український державний діяч, контррозвідник. Генерал-полковник, березень 2012 — перший заступник голови Служби безпеки України, з березня — керівник Антитерористичного центру при СБУ. З кінця 2013 — у відставці.

## Біографія
Народився в селянській сім'ї (дід Володимир Антонович Шатковський — поляк, репресований у сфабрикованій справі під час «польської операції НКВС» за доби Великого терору). 
Після закінчення училища залізничників (1975) Петро Шатковський працював слюсарем локомотивного депо Львівської залізниці в Тернополі, служив у радянській армії, повернувся знов до праці на залізницю.
З 1976 року в органах КДБ — пройшов шлях від оперуповноваженого до заступника начальника відділу.
1981 року закінчив Вищу Червонопрапорну школу КДБ СРСР — юрист-правознавець.
У 1992—1994 роках — начальник відділу контррозвідки Управління СБУ в Тернопільській області.
1994—1996 роки — заступник начальника, начальник управління Головного управління контррозвідки СБУ.
У 1996—2000 роках — заступник голови СБУ, у 2000—2003 — перший заступник голови СБУ.
У 2003—2004 роках — заступник секретаря апарату Ради національної безпеки і оборони України.
2004 року закінчив ДП «Київський університет права» за спеціальністю «юрист», магістр права.
У 2007—2009 роках — позаштатний радник голови Служби зовнішньої розвідки України.
З 2009 по 2010 рік — заступник голови Секретаріату Президента України — уповноважений Президента України з питань контролю за діяльністю СБУ.
З 2010 по 2012 рік — заступник голови Служби зовнішньої розвідки України.
З березня 2012 по жовтень 2013 — перший заступник голови СБУ — керівник Антитерористичного центру при СБУ.
У різний час займався питаннями військово-технічного співробітництва й експортного контролю, був Національним координатором з питань співробітництва з НАТО у сфері безпеки та правоохоронної діяльності.
Указом Президента України від 19 січня 2015 року № 23/2015 звільнений з військової служби в запас Служби безпеки України у зв'язку з проведенням організаційних заходів з правом носіння військової форми одягу.
З 2015 року — партнер АО «АКТІО», член редколегії Міжнародної інформаційної агенції «Вектор Ньюз».
З 2016 року — член Українського відділення Міжнародної асоціації права.

### Нагороди
- 1996 рік  — нагрудний знак «Почесна відзнака Служби безпеки України»,
- 1998 — відзнака Президента України «Іменна вогнепальна зброя»[11],
- орден Богдана Хмельницького III ступеня — 2002,
- II ступеня — 2008,
- І ступеня — 2012.

З лютого 2010 року — державний службовець другого рангу.